# Amtrak ACS-64
Az Amtrak ACS-64 vagy más néven a Amtrak Cities Sprinter egy amerikai többáramnemű (12 kV AC 25 Hz, 12,5 kV AC, 60 Hz, 25 kV AC 60 Hz), Bo'Bo' tengelyelrendezésű villamosmozdony-sorozat. Az Amtrak üzemelteti 2013-tól. Összesen 70 db-ot gyártott belőle a Siemens Transportation Systems az Amerikai Egyesült Államokban, Sacramentóban, továbbá egyéb amerikai Siemens üzemekben Norwoodban és Alpharettában.

## Története
A Siemens először nyert el rendelést az Egyesült Államokból mozdonyok szállítására, miután megegyezett, hogy az Amtrak számára 70 db Cities Sprinter villamos mozdonyt szállít 466 millió dollár értékben. A Cities Sprintert a Siemens EuroSprinter és a Siemens Vectron terveire alapozva alakították ki, de a szövetségi vasúti hivatal legutolsó biztonsági és ütközésbiztonsági előírásainak is megfelel. A háromfeszültségű mozdony megerősített mozdony szekrénnyel, gyűrődési zónával készült, ami elemészti az ütközési energiát, és deformációja ellenőrzött módon megy végbe egy esetleges baleset esetén. A vezetőfülkét egy biztonságos kalitkába helyezték el, ami megvédi a mozdonyvezetőt. Hogy egyszerűsítsék a fenntartási munkákat, a vontatómotorokat, és a kerékpárt egymástól függetlenül ki lehet szerelni. A mozdonyokat a Siemens Sacramento gyáregységében építették, amelyet előtte bővítettek ki 26 millió dollár értékben.

## Technikai jellemzők
A mozdony állandó teljesítménye 6400 kW, maximális sebessége 200 km/h, amelyre szüksége is van a Northeast Corridoron és a Keystone Corridoron. Képes az energia-visszatáplálásra, emiatt takarékosabb, mint a korábbi amerikai eredetű mozdonyok. Az Amtraknál a régebbi EMD AEM-7 és HHP–8 sorozatú mozdonyok helyett állnak üzembe.